# Nagrada hrvatskog glumišta za najbolje umjetničko ostvarenje u opereti ili mjuziklu – ženska uloga
Popis dobitnika Nagrade hrvatskog glumišta u kategoriji umjetničkog ostvarenja u opereti ili mjuziklu - ženska uloga. Nagrada se dodjeljuje svake dvije godine. 
2003./2004. Mila Elegović Balić

2005./2006. Renata Sabljak

2007./2008. Renata Sabljak

2009./2010. Ljiljana Čokljat

2011./2012. Kristina Kolar

2013./2014. Renata Sabljak

2015./2016. Danijela Pintarić

2017./2018. Hana Hegedušić

2019./2020. Leonora Surian

2022./2023. Marija Kuhar Šoša